# 蒙切戈爾斯克
67°56′23″N 32°52′26″E / 67.93972°N 32.87389°E
蒙切戈爾斯克 （俄语：Мончего́рск）是俄羅斯摩爾曼斯克州的一個城市，位於科拉半島伊曼德拉湖畔。2002年人口為52,242人。
1937年建城。城名源於薩米語「美麗」一詞。